# Andrena atrotegularis
Andrena atrotegularis là một loài Hymenoptera trong họ Andrenidae. Loài này được Hedicke mô tả khoa học năm 1923.